# Fiction (Dark Tranquillity)
Fiction  è l'ottavo LP del gruppo melodic death metal svedese Dark Tranquillity, pubblicato nel 2007.

## Il disco
Le canzoni "Misery's Crown" e "The Mundane and the Magic" marcano il ritorno dopo Haven dell'uso della voce pulita del cantante Mikael Stanne. Inoltre, "The Mundane and the Magic" è la prima canzone dopo "UnDo Control" dell'album Projector che ospita una voce femminile, Nell Sigland dei Theatre of Tragedy.

## Tracce
1. Nothing to No One – 4:10
2. The Lesser Faith – 4:37
3. Terminus (Where Death Is Most Alive) – 4:24
4. Blind at Heart – 4:21
5. Icipher – 4:39
6. Inside the Particle Storm – 5:29
7. Empty Me – 4:59
8. Misery's Crown – 4:14
9. Focus Shift – 3:36
10. The Mundane and the Magic – 5:17

Bonus tracks
- A Closer End (Japanese bonus track) - 4:10
- Winter Triangle (Instrumental) (Australian bonus track) - 2:18

## Formazione
- Mikael Stanne - voce
- Niklas Sundin - chitarra
- Martin Henriksson - chitarra
- Michael Nicklasson -  basso
- Anders Jivarp - batteria
- Martin Brändström - tastiere
- Nell Sigland – voce su The Mundane and the Magic